# Motorowodne Mistrzostwa Świata w klasie JT-250
Motorowodne Mistrzostwa Świata w klasie JT-250 - odbyły się w dniach 21 - 22 czerwca 2008 w Myśliborzu. Wicemistrzostwo w tej klasie zdobyła Ada Przybył.

## Rezultaty
- 1. Sten Kalder
- 2. Ada Przybył
- 3. Ben Morse

## Miejsca Polaków
- 4.Maciej Wojewódzki
- 6.Adrian Fadecki
- 11.Piotr Kowalski
- 13.Daria Przybył
- 15.Adrian Maniewski
- 17.Maksymilian Lewandowski